# Сідіминське сільське поселення
Сідіми́нське сільське поселення (рос. Сидиминское сельское поселение) — сільське поселення у складі району імені Лазо Хабаровського краю Росії.
Адміністративний центр та єдиний населений пункт — селище Сідіма.

## Населення
Населення сільського поселення становить 654 особи (2019; 767 у 2010, 968 у 2002).